# 周慶曾
周庆曾，字燕孙，号屺瞻，江南常熟人。清朝政治人物。
顺治十八年进士，兵部观政，考授内阁中书，候补主事。由刑部主事俞陈琛荐举博学鸿儒，试列二等，授翰林院编修。著有《研山堂诗草》、《砚山遗稿》等。